# Pauwels Sauzen-Vastgoedservice
Pauwels Sauzen-Vastgoedservice was een continentale Belgische wielerploeg. Het team werd in 2014 opgericht en richtte zich aanvankelijk zowel op het veldrijden als het wegwielrennen. Sinds het seizoen 2018 rijden er enkel nog veldrijders voor de ploeg. De ploeg verdween in 2019 in de aparte veldritploeg.

## Geschiedenis
In oktober 2013 ging het gerucht dat Rob Peeters het immobiliënkantoor Vastgoedservice als privésponsor kreeg. Later bleek dat het team meer naar een structuur wilde waarin zowel veld- als wegrenners konden worden ondergebracht. Vastgoedmakelaar Geert Vanhoof en voetballer Timmy Simons waren de eigenaars van het team. Op 1 januari 2014 tijdens de GP Sven Nys maakte het team zijn debuut onder de naam Vastgoedservice-Golden Palace. Twee jaar later veranderde de naam in Crelan-Vastgoedservice.
Eind 2016 verliet kopman Wout van Aert de ploeg. Hierna ging het team verder onder de naam Pauwels Sauzen-Vastgoedservice.
Het team wordt gesponsord door Pauwels Sauzen, een sauzenfabrikant uit Ranst. En door Vastgoedservice, een immobiliënkantoor uit Mol. Het team rijdt op fietsen van het Italiaanse merk Colnago.

## Seizoen 2018

### Selectie
| Naam               | Geboortedatum | Nationaliteit | Ploeg 2017          |
| Mannen             | Mannen        | Mannen        | Mannen              |
| ------------------ | ------------- | ------------- | ------------------- |
| Jens Adams         | 05-06-1992    | België        |                     |
| Michael Boroš      | 09-08-1992    | Tsjechië      |                     |
| Gerry Druyts       | 30-01-1991    | België        |                     |
| Johan Jacobs       | 01-07-1997    | Zwitserland   |                     |
| Dries Lehaen       | 16-09-1995    | België        | Neo                 |
| Jarno Liessens     | 25-01-1998    | België        |                     |
| Lander Loockx      | 25-04-1997    | België        | Neo                 |
| Braam Merlier      | 11-02-1994    | België        | ERA-Circus          |
| Yannick Peeters    | 15-11-1996    | België        |                     |
| Seppe Rombouts     | 14-05-1998    | België        | Neo                 |
| Daan Soete         | 19-12-1994    | België        | Telenet-Fidea Lions |
| Diether Sweeck     | 17-12-1993    | België        | ERA-Circus          |
| Laurens Sweeck     | 17-12-1993    | België        | ERA-Circus          |
| Toon Vandebosch    | 19-06-1999    | België        | Neo                 |
| Victor Vandebosch  | 22-01-1998    | België        | Neo                 |
| Sieben Wouters     | 12-06-1996    | Nederland     |                     |
| Vrouwen            |               |               |                     |
| Loes Sels          | 25-07-1985    | België        | Crelan-Charles      |
| Jinse Peeters      | 26-05-1999    | België        | Neo                 |
| Jolien Verschueren | 07-05-1990    | België        |                     |